# 2pm
2pm – polska pracownia architektoniczna, założona w 2007 przez Piotra Musiałowskiego. Wielokrotnie nagradzana w konkursach architektonicznych. Rozgłos firmie dało uzyskanie I nagrody w konkursie na projekt Pawilonu Polski na Expo 2015 w Mediolanie.

## Osiągnięcia w konkursach
2011

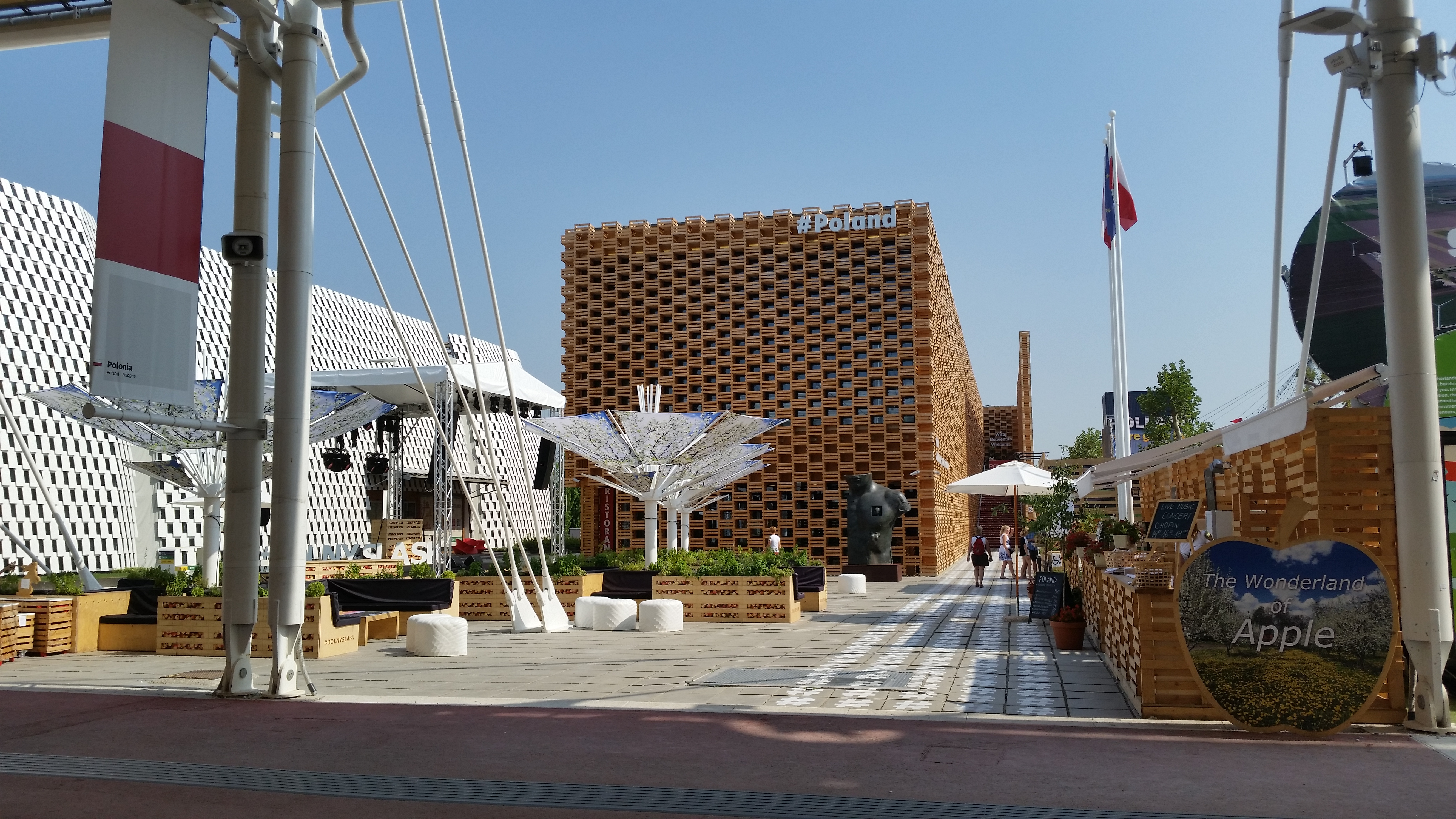
Pawilon Polski na Expo 2015

- wyróżnienie w konkursie na Wydział Rzeźby ASP w Warszawie
- wyróżnienie w konkursie na Rewitalizację Targowiska w Gnieźnie

2014
- I nagroda w konkursie na projekt Pawilonu Polski na Expo 2015 w Mediolanie - projekt zrealizowany w maju 2015
- I nagroda w konkursie na Pomnik Polaków Ratujących Żydów w czasie II wojny światowej, zlokalizowany na Placu Grzybowskim w Warszawie

2015
- III nagroda w konkursie na opracowanie koncepcji architektonicznej Panteonu - Mauzoleum ofiar zbrodni komunistycznych zlokalizowanego na kwaterze Ł Cmentarza Wojskowego na Powązkach w Warszawie
- wyróżnienie w konkursie na aranżację i zadaszenie przestrzeni dziedzińca - lapidarium Muzeum Warszawy
- wyróżnienie honorowe w konkursie na Upamiętnienie Polaków ratujących Żydów w czasie okupacji niemieckiej Ratującym Ocaleni, zlokalizowane przy Muzeum Historii Żydów Polskich w Warszawie
- II nagroda w konkursie na opracowanie koncepcji architektonicznej przebudowy Stadionu Miejskiego w Olsztynie
- I nagroda w konkursie architektonicznym na zagospodarowanie punktów wejść do Tatrzańskiego Parku Narodowego